# Wilhelm Heckrott
Wilhelm Heckrott (15. ledna 1890 Hannover – 4. ledna 1964 Brémy) byl německý malíř a grafik expresionismu a směru Nová věcnost.
Studoval na Kunstgewerbeschule Hannover a od roku 1910 se stipendiem města Hannoveru na Akademii v Drážďanech. Po absolvování vojenské služby se v roce 1918 stal žákem Carla Bantzera a Emanuela Hegenbartha. Byl jedním z mnoha německých umělců, jejichž dílo bylo v roce 1933 odsouzeno jako zvrhlé umění. Během období vlády nacistů byl v „ochranné vazbě“. V roce 1946 se stal profesorem na Státní umělecké škole v Brémách a v roce 1954 zde stal profesorem emritním.
Zemřel na plicní embolii, pohřben je na Riensberger Friedhof v Brémách.
Jeho synem byl brémský architekt Veit Heckrott (1936–2007).

## Výstavy
výběr
- 1977: Mnichov, Dresdner Sezession 1919–1923, 10. února – 31. března 1977, Galleria del Levante
- 1987: Mannheim, Entartete Kunst. Beschlagnahmeaktion in der Städtischen Kunsthalle Mannheim 1937, 5. prosince 1987 – 7. února 1988, Städtische Kunsthalle Mannheim
- 1992: Kiel, Kunstwende. Der Kieler Impuls des Expressionismus 1915–1922, 25. října 1992 – 3. ledna 1993, Stadtgalerie im Sophienhof
- 2011/12: Drážďany, Neue Sachlichkeit in Dresden. Malerei der Zwanziger Jahre von Dix bis Querner, 1. října 2011 – 8. ledna 2012, Kunsthalle im Lipsius-Bau